# Waldbirkenmaus

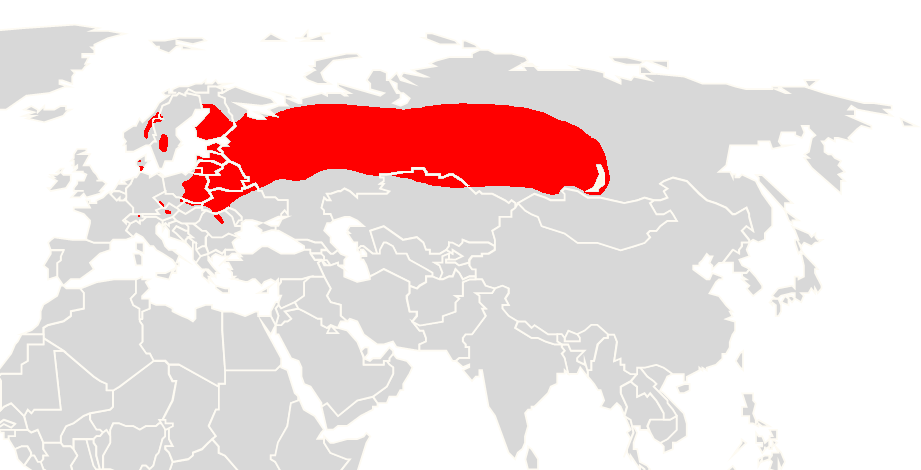
Verbreitungsgebiet laut IUCN

Die Waldbirkenmaus oder Streifenhüpfmaus (Sicista betulina) ist die bekannteste Art der Birkenmäuse.

## Äußere Merkmale
Die winzige Waldbirkenmaus ist sogar noch kleiner als die Zwergmaus. Sie erreicht eine Kopf-Rumpf-Länge von 50 bis 72 mm, eine Schwanzlänge von 140 bis 150 % der Kopf-Rumpf-Länge und ein Gewicht von 5 bis 11 g. Die Oberseite des Körpers ist gelbgrau mit schwärzlicher Strichelung und einem Aalstrich (dunkler Streifen), die Unterseite ist hellgrau.

## Verbreitung
Die Waldbirkenmaus bevorzugt feuchtes bis sumpfiges, deckungsreiches Gelände. Außer in Mooren und Feuchtwiesen lebt sie in Wäldern. Im Gebirge findet man sie bis in 2000 m Höhe. Sie kommt in Fennoskandinavien und Osteuropa vor. In Asien erreicht sie den Jenissei und das Baikalseegebiet. In Deutschland findet sie sich im Bayerischen Wald, in den Allgäuer Alpen und in flachen bewaldeten Bereichen in Schleswig-Holstein und in der Westlausitz in Sachsen.
Die Art wurde erst relativ spät entdeckt. Für Österreich ist sie seit 1967 für Teile des Alpenraumes belegt. 2010 entdeckte man sie im Südburgenland in Markt Allhau (349 m Seehöhe). Der erste Nachweis aus der 3-Länder-Region Böhmerwald datiert aus dem Jahr 1950.
Die ähnliche Steppenbirkenmaus (Sicista subtilis) kommt hingegen als Steppenbewohner im Bereich zwischen Ungarn und Südrussland vor.

## Verhalten
Aktiv sind Birkenmäuse von Anfang Mai bis Oktober, vorwiegend in der Dämmerungszeit und nachts. Die Maus bewohnt unterirdische Gänge, die sie selbst gräbt. Am Boden bewegt sie sich hüpfend fort, im Geäst ist sie ein geschickter Kletterer, wobei sie den langen Schwanz als Kletterhilfe benutzt. Ihre Stimme ist ein hohes, leises, pfeifendes Piepen. Die Paarung findet in den Monaten Mai/Juni statt. Nach 25 Tagen Tragzeit kommen im Sommernest, das sich im Genist, Gras oder Moos befindet, bis zu sechs blinde Junge zur Welt, die sich im Vergleich zu anderen Mäusen nur langsam entwickeln. Die Nestlinge werden fünf Wochen gesäugt. Die Birkenmaus hält einen achtmonatigen Winterschlaf in einem selbstgegrabenen Erdloch.

## Nahrung
Waldbirkenmäuse fressen Grassamen, Beeren und Früchte, aber auch Insekten und Larven.